# Eucalyptus grandis
Eucalyptus grandis là một loài thực vật có hoa trong Họ Đào kim nương. Loài này được W.Hill mô tả khoa học đầu tiên năm 1862.
Lúc trưởng thành, loài này có thể đạt đến chiều cao 50 mét, mặc dù các mẫu vật lớn nhất có thể có chiều cao vượt quá 80 mét. Loài cây này được tìm thấy trên các vùng ven biển và các dãy núi cận duyên hải từ Newcastle ở New South Wales phía Bắc đến phía tây của Daintree ở Queensland, chủ yếu trên vùng đất bằng phẳng và dốc thấp, nơi chúng là loại cây ưu thế của rừng ẩm ướt và sống bên lề của rừng nhiệt đới.

## Hình ảnh

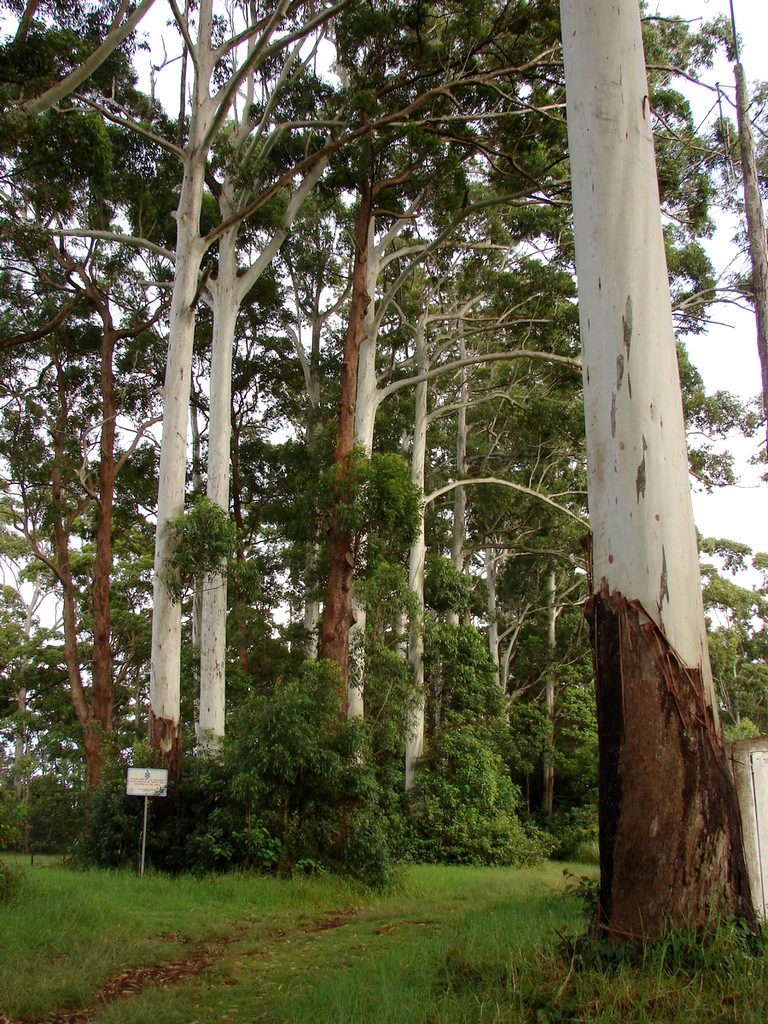
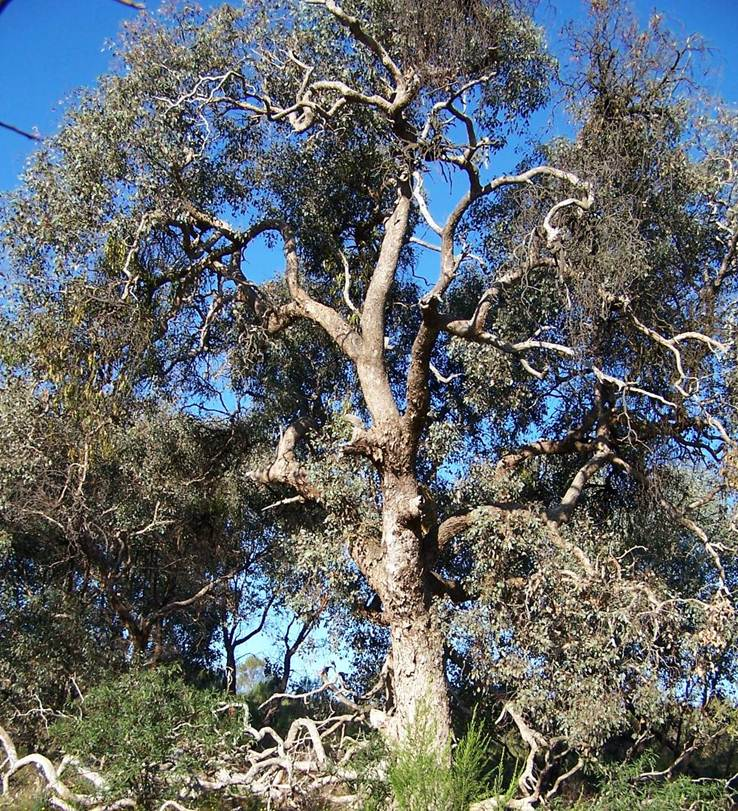
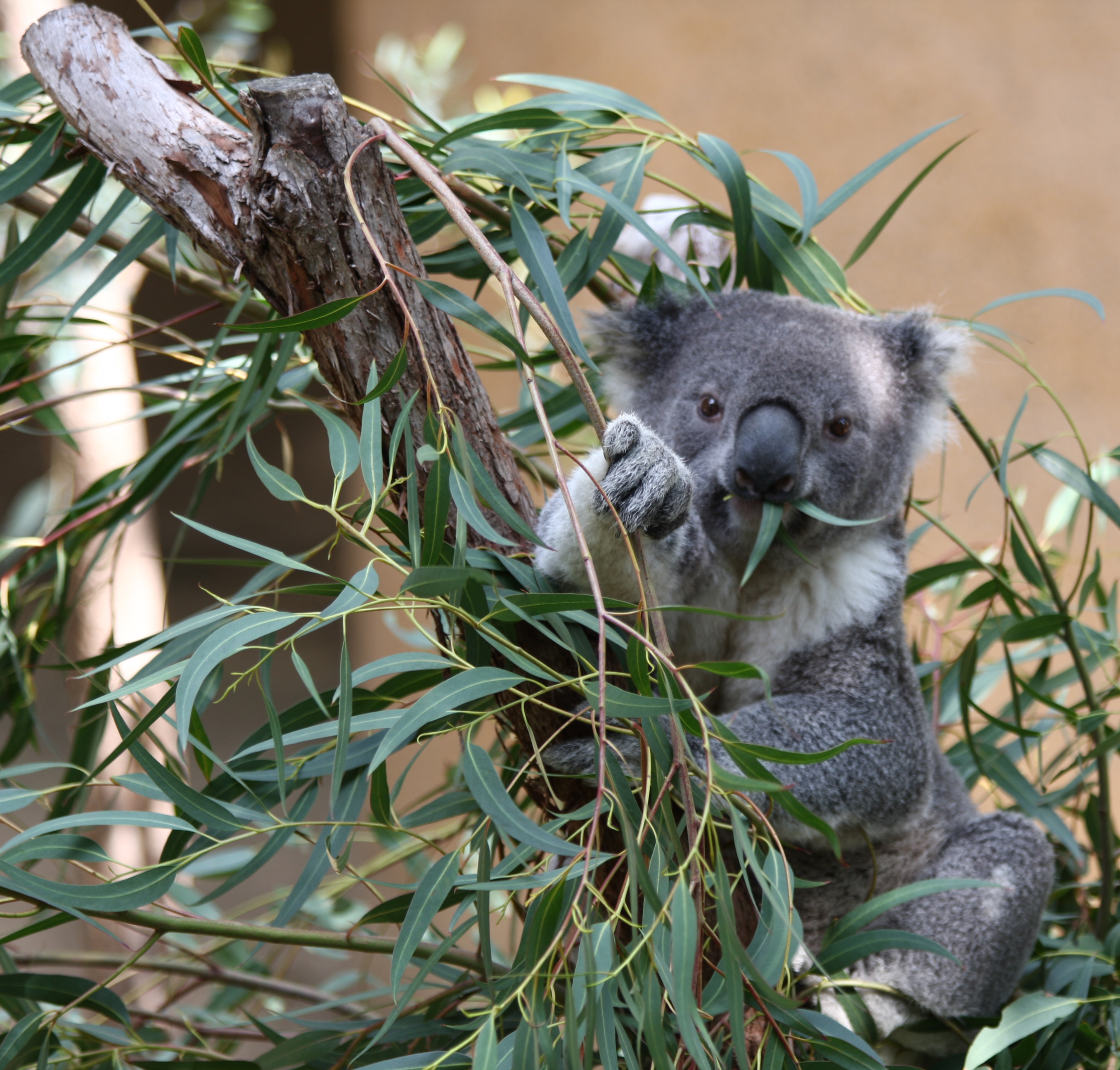
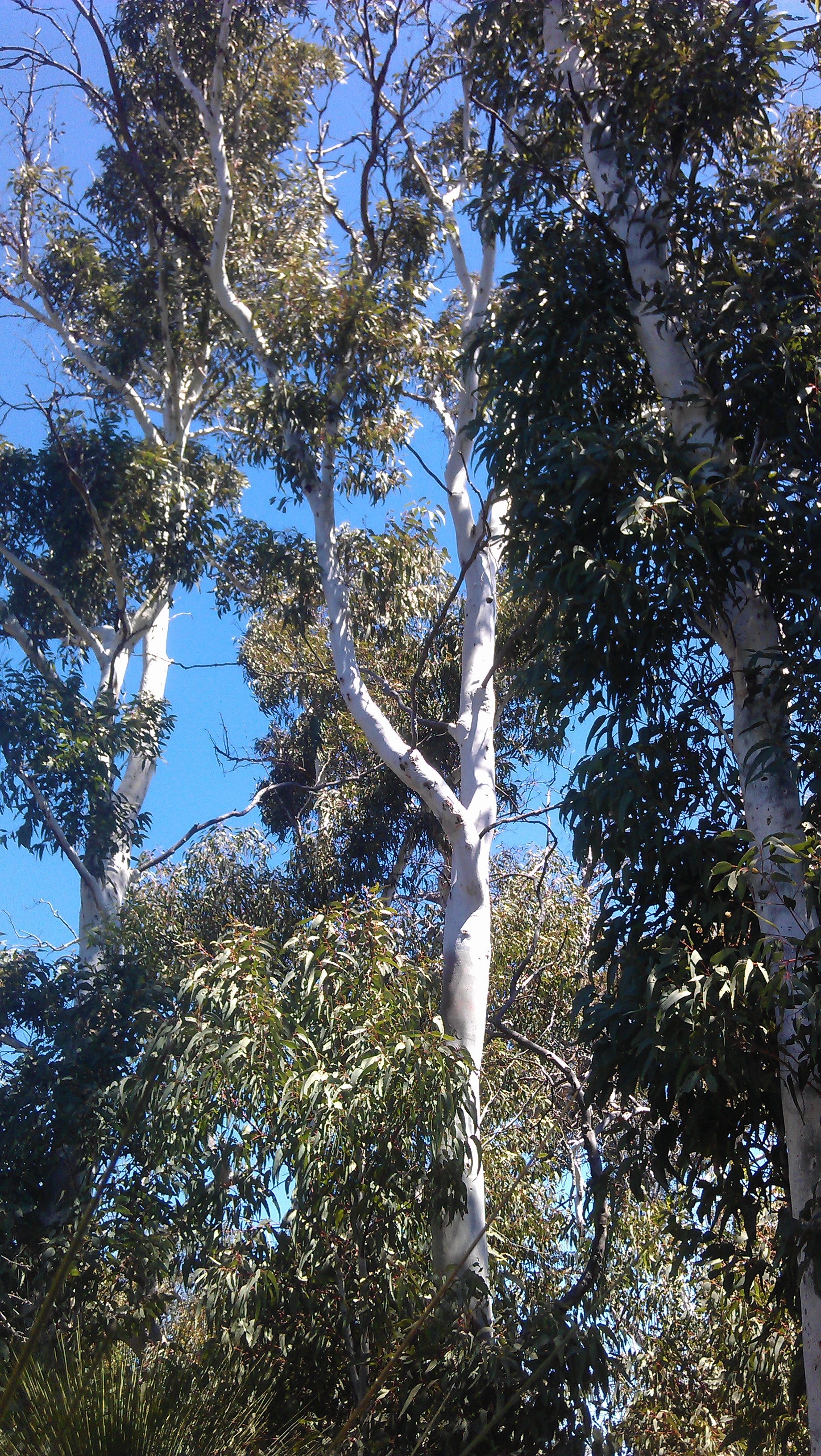